# Орлова, Лидия Витальевна
Лидия Витальевна Орлова (30 апреля 1936 года, Оренбург — 24 октября 2023 год) — советская и российская журналистка, писательница, историк моды, преподавательница. Главный редактор «Журнала мод» (1986—1991), основательница и главный редактор газеты и журнала «Московский стиль» (1991—1995), шеф-редактор журнала «Коллекция-М» (1996—1997).

## Биография
Родилась 30 апреля 1936 года в Чкалове (ныне — Оренбург). Отец — Виталий Акимович Вышегородцев, подполковник Советской армии, участвовал в испытаниях первой советской атомной бомбы; мать — Наталья Николаевна Залесова, инженер автотранспорта.
В 1960 году Лидия окончила факультет журналистики МГУ. Несколько лет была внештатной журналистской в рабочих многотиражках.
В 1970 году получила должность редактора отдела быта и рубрики «Домашний калейдоскоп» в журнале «Работница».
25 апреля 1984 года была награждена орденом «Знак Почёта».
В 1986 году была назначена главным редактором «Журнала мод», который считался самым значимым модным изданием в СССР. На тот момент журнал был скорее вестником Министерства лёгкой промышленности СССР с комментариями искусствоведов, нежели средством массовой информации. Орлова сделала перезапуск издания, превратив его в полноценный модный журнал, создав редакцию и команду внештатных авторов, которые вплоть до 1991 года выпускали по 6 номеров в год. С 1988 года помимо эскизов и выкроек одежды в журнале стали появляться репортажи с Недели моды в Париже, статьи о мировых модных тенденциях и собственные фотосессии с моделями.
В 1991 году из-за проблем с финансированием Орлова вместе с коллективом журналистов покинула «Журнал мод» и основала независимую газету о моде «Московский стиль», а затем — одноимённый журнал.
В 1996 году была приглашена на должность шеф-редактора журнала «Коллекция-М», посвящённого западной моде. Работала в издании до 1997 года.
Лидия Орлова написала ряд книг, посвящённых советской моде и истории её развития: «Семья, дом, квартира» (1981), «Мы и мода» (1982), «Азбука моды» (1988).
В 2003 и 2008 годах написала два детективных романа: «Россия: Подиум» и «Бренд. Повод для убийства».
С 2013 года читает лекции по истории советской моды на факультете журналистики МГУ в рамках модуля бакалавриата «Журналистика моды и стиля жизни», созданном по инициативе Эвелины Хромченко.
Похоронена в Москве, на Троекуровском кладбище, рядом с мужем на участке 25а.

## Семья
- Муж — Владимир Викторович Орлов (1936—2014), писатель и сценарист
- Сын — Леонид Орлов, телепродюсер[12]
  - Внуки — Екатерина и Александр